# Lista de governantes de Savalu

## Governantes do estado Gurmanche de Jugu
Território situado no atual Benim.
| Posse                            | Incumbente                                     | Notas                        |
| -------------------------------- | ---------------------------------------------- | ---------------------------- |
| c.1650                           | Fundação do estado de Savalu                   | Fundação do estado de Savalu |
| ante/post1795 to ante/post1795   | Gbagidi IV Jeizo Bonanaglo                     |                              |
| ???? a 1821                      | Gbagidi V Bedebu                               |                              |
| 1821 a 1863                      | Gbagidi VI Nyunyisso                           |                              |
| 1863 a 1885                      | Gbagidi VII Lintonon                           |                              |
| 1885 a 1902                      | Gbagidi VIII Zundegla (Zundegla Nozin Wandodo) |                              |
| 14 Julho 1902 a 4 Fevereiro 1928 | Gbagidi IX Nyumoan                             |                              |
| 1928 a 19??                      | Gbagidi X Bahinon                              |                              |
| 19?? a ????                      | Gbagidi XI Gandigbe                            |                              |